# Tolsende
Le village de Tolsende est mentionné en 1275 à l'est de Yerseke, des tempêtes se produisaient souvent, il village fut emporté par les inondations de 1530 et 1532. En 1656 et 1669 de petits terrains ont été endigués et ont rejoint les villages de Kruiningen et de Yerseke. Le nom survit toujours en tant que Olzendepolder au sud de Yerseke.
De nos jours sur certaines vues par satellite, le village peut être clairement visible.